# Коншево (Московская область)
Ко́ншево — деревня в муниципальном округе Егорьевск Московской области России.

## География
Деревня Коншево расположена в юго-западной части муниципального округа Егорьевск, примерно в 23 километрах к юго-востоку от города Егорьевск. В 1 километре к югу от деревни протекает река Раменка. Высота над уровнем моря 132 метров.

## Название
В письменных источниках XVI—XVIII веков деревня упоминается как Конышево. Впоследствии Коншево.
Оба названия связаны с производной формой календарного личного имени Кондратий — Конон.

## История
До отмены крепостного права деревня принадлежала помещице Савиной. После 1861 года деревня вошла в состав Раменской волости Егорьевского уезда. Приход находился в селе Раменки.
В 1926 году деревня входила в Раменский сельсовет Раменской волости Егорьевского уезда.
До 1994 года Коншево входило в состав Раменского сельсовета Егорьевского района, а в 1994—2006 годы — Раменского сельского округа.
До 2015 года входила в состав сельского поселения Раменское.
В 2015 году вошла в состав городского округа Егорьевск, образованного в том же году путем упразднения Егорьевского района и объединения всех его поселений в единый городской округ.

## Демография
В 1885 году в деревне проживало 212 человек, в 1905 году — 249 человек (122 мужчины, 127 женщин), в 1926 году — 161 человек (68 мужчин, 93 женщины). По переписи 2002 года — 15 человек (9 мужчин, 6 женщин). Население — 12 человек (2010).
| 1859 | 1868 | 1885 | 1905 | 1926 | 2002 | 2006 |
| ---- | ---- | ---- | ---- | ---- | ---- | ---- |
| 223  | ↗275 | ↘212 | ↗249 | ↘161 | ↘15  | ↗16  |
| 2010 |      |      |      |      |      |      |
| ↘12  |      |      |      |      |      |      |